# Acamapichtli
Acamapichtli byl od roku 1376 do roku 1395 první panovník aztéckého městského státu Tenochtitlán.
Pravděpodobně se narodil jako syn aztéckého šlechtice a nějaké ženy z Colhuacánu. Zbavil Tenochtitlán nadvlády Tepaneků, jimž museli Aztékové platit daň.